# 新店子镇 (遵化市)
新店子镇，是中华人民共和国河北省唐山市遵化市下辖的一个乡镇级行政单位。

## 行政区划
新店子镇下辖以下地区：
新店子村、车道峪村、前王庄村、君子口村、西峪村、桃山屯村、王迷寨村、康各庄村、乔庄子村、西王庄村、程庄子村、小太平村、崔庄子村、大太平村、尹各庄村、峪口村、大老峪村、万子峪村、小老峪村、东南宅村、西南宅村、魏家井村、山嘴头村、东北宅村、西北宅村、新井框峪村、东夏庄子村、马店子村、思恭庄村、沙石峪村、东新立村、长峪村、尖山屯村、吕各庄村、东苇店村、冯各庄村、白石头村、龙湾村、岳各庄村、西苇店村、东马各庄村、圪塔坨村、烟园子村和杨庄子村。